# Biônicos
Biônicos é um filme de ficção científica produzido pela Netflix em coprodução com a Paris Filmes e Black Films. É dirigido por Afonso Poyart, com o roteiro de Josephina Trotta, Cris Cera, Victor Navas e Afonso Poyart. Estrelado por Jessica Córes, Bruno Gagliasso, Gabz e Christian Malheiros teve sua estreia em 29 de maio de 2024 no streaming.

## Sinopse
Maria é uma atleta de salto em distância que dedicou sua vida a treinos incansáveis para alcançar o topo. No entanto, ela se sente ressentida ao ver o sucesso estrondoso de sua irmã Gabi e a ascensão das próteses biônicas, que transformaram a realidade do esporte e impactaram profundamente sua vida.

## Elenco
- Jessica Córes como Maria Silva
- Bruno Gagliasso como Heitor Riche
- Gabz como Gabriela Silva (Gabi)
- Emilly Nayara como Marighella
- Christian Malheiros como Gustavo Silva (Gus)
- Klebber Toledo como Atila Riche/Miúdo
- Danton Mello como Paulo Guerra
- Erika Januza como Helena Silva
- Miguel Falabella como Matteo
- Paulo Vilhena como Dário Castellani
- Nill Marcondes como Ricardo Silva